# Ronald Niel Stuart
Ronald Niel Stuart (26 août 1886, Toxteth - 8 février 1954, Charing) était un commodore de la marine marchande britannique et un capitaine de la Royal Navy.
Pendant la Première Guerre mondiale, il a reçu la croix de Victoria, l'ordre du Service distingué, la croix de guerre 1914-1918 et la Navy Cross pour sa participation à la bataille de l'Atlantique (1917).
Il fut notamment commandant du Q-ship HMS Tamarisk et du paquebot transatlantique RMS Empress of Britain. Il participa également à la Seconde Guerre mondiale.